# タカカツホールディングス
株式会社タカカツホールディングスは、宮城県大崎市に本社を置く事業持株会社。住宅、リフォーム、建材の3事業部から構成される。かつてはホームセンターを展開していた。

## 概要
元々は建築資材販売を手がける業者であったが、1982年に現在の加美町にて「ホームセンタータカカツ」を開業し、ホームセンター業界に進出。一時は7店舗を運営していたが、末期は5店舗に絞った上で、ホーマックに譲渡し、撤退した。
2012年には、グループ事業再編によりく事業持株会社に移行。3事業部を傘下に置く体制とした。
なお、一時期はホームセンター部門にCIを導入し、「ホームプラス」の屋号を使用していたことがあった。現在、「ホームプラス」（HOME +）のブランドは、タカカツ本体ではなく関連会社の高勝の家が用いている。

## 沿革
- 1955年 - 個人創業。
- 1963年 - 株式会社高勝として、設立。
- 1975年 - 高勝住宅建材株式会社に社名変更。
- 1988年 - 株式会社タカカツに社名変更。
- 1995年 - 子会社の株式会社スペースパーツ宮城(現在のタカカツの法人の前身)を設立
- 2008年6月1日 - ホームセンター部門から撤退し、「ホームセンターたかかつ」の5店舗（宮城県内4店舗と一関市の花泉店）をホーマックへ一括譲渡し、同日付でホーマックブランドに転換された。
- 2012年 - グループ事業再編により株式会社タカカツホールディングスとして発足。従前のタカカツの中核部門である建材事業を子会社のスペースパーツ宮城が譲受し、同社を株式会社タカカツに改称。

## 過去に存在したホームセンター店舗
矢印の後は、ホーマック転換後の店舗名称。
- 中新田店→ホーマック中新田店
- 佐沼店→ホーマック佐沼店
- 石巻店→ホーマック石巻東店
- 古川店→ホーマックSD古川北店
- 花泉店→ホーマック花泉店

## 関連会社
- 株式会社タカカツ
- 株式会社ハウズサポート宮城
- 株式会社高勝の家
- 株式会社BESS高勝
- 株式会社高勝リフォーム